# Wilma Simon
Wilma Simon (* 2. Juli 1945 in Dortmund) ist eine deutsche Politikerin (SPD).

## Leben und Werk
Nach dem Schulbesuch studierte Simon von 1966 bis 1971 an den Universitäten Berlin und Münster Politik und Geschichte. Sie promovierte 1976 an der Universität Dortmund über Struktur einer Didaktik der politischen Bildung für Arbeiterkinder. Anschließend wechselte sie zur Gewerkschaft Handel, Banken und Versicherungen und trat zur gleichen Zeit in die SPD ein.
Von 1979 bis 1995 bekleidete sie verschiedene Funktionen in der Hamburger Senatsverwaltung, zuletzt von 1987 bis 1995 die einer Staatsrätin in der Behörde für Arbeit, Gesundheit und Soziales.
Von 1995 bis 2000 amtierte sie als Finanzministerin in den Kabinetten Stolpe II und Stolpe III in Brandenburg und wurde von Dagmar Ziegler abgelöst.